# Kad Merad
Kaddour 'Kad' Merad (Arabisch: قدور ميراد) (Sidi-bel-Abbès, 17 maart 1964) is een Franse acteur, regisseur, muzikant, scenarioschrijver en filmproducent van Algerijnse afkomst.

## Biografie
Kad Merad werd in 1964 geboren in het Algerijnse Sidi-bel-Abbès, met een Algerijnse vader en een Franse moeder. Tijdens zijn jeugdjaren speelde Merad drum en was hij zanger in verschillende rockbands.
In 2007 ontving Merad de César voor beste mannelijke bijrol voor zijn acteerprestaties in de film Je vais bien, ne t'en fais pas.

## Filmografie

### Acteur
- 2001: La Grande Vie ! - een politieagent
- 2003: Bloody Christmas - een man
- 2003: Le Pharmacien de garde - De Coroner
- 2003: La Beuze - CEO Pacific Recordings
- 2003: Mais qui a tué Pamela Rose ? - Richard Bullit
- 2003: Rien que du bonheur - Pierre
- 2003: Les Clefs de bagnole - Acteur (cameo)
- 2004: Les Choristes - Chabert
- 2004: Monde extérieur - Bertrand
- 2004: Les Dalton - een Mexicaanse gevangene
- 2005: Iznogoud - the ingenious Ouzmoutousouloubouloubombê
- 2005: Propriété commune - Martin
- 2005: Les Oiseaux du ciel - Tango's uncle
- 2006: Un ticket pour l'espace - Cardoux
- 2006: Je vais bien, ne t'en fais pas - Paul
- 2006: J'invente rien - Paul Thalman
- 2006: Les Irréductibles - Gérard Mathieu
- 2006: Essaye-moi - Vincent
- 2007: Je crois que je l'aime - Rachid
- 2007: La Tête de maman - Jacques
- 2007: Pur week-end - Frédéric Alvaro
- 2007: 3 amis - Baptiste 'Titi' Capla
- 2007: Ce soir je dors chez toi - Jacques
- 2008: Bienvenue chez les Ch'tis - Phillipe Abrams
- 2008: Faubourg 36 - Jacky
- 2009: Le Petit Nicolas - Nicolas' vader
- 2009: L'italien - Mourad Ben Saoud
- 2010: 22 Bullets - Tony Zacchia
- 2011: La Fille du puisatier - Félipe Rambert
- 2011: La nouvelle guerre des boutons - Father Lebrac
- 2011: Les Tuche - Bouzolles's fishmonger
- 2012: Superstar - Martin Kazinski
- 2013: Mais qui a re-tué Pamela Rose ? - Richard Bullit
- 2014: Supercondriaque - Dr. Dimitri Zvenka
- 2014: Les Vacances du petit Nicolas - Nicolas's vader
- 2015: Bis - Patrice Olesky
- 2016: Baron Noir - Philippe Rickwaert

### Stemacteur
- 2003: Brother Bear - Truc (Franse nasynchronisatie)

### Scenarist
- 2003: Mais qui a tué Pamela Rose ? - Richard Bullit
- 2006: Un ticket pour l'espace - Cardoux